# NGC 2336A
NGC 2336A is een spiraalvormig sterrenstelsel in het sterrenbeeld Giraffe. Het bevindt zich in de buurt van NGC 2336.

## Synoniemen
- UGC 4066
- MCG 13-6-12
- ZWG 349.11
- PGC 22238